# Выборы в Конституционный конвент в Гватемале (1927)
Выборы в Конституционный конвент Гватемалы прошли в июне 1927 года. Президент Ласаро Чакон Гонсалес поместил 33 старших офицеров в официальный список кандидатов и, хотя в списке были и гражданские представители Либеральной партии, количество военных предполагало, что Гонсалес добивался доминирования в Собрании.